# Messier 25
Messier 25 (znana również jako M25 lub IC 4725) – gromada otwarta w gwiazdozbiorze Strzelca. Odkrył ją Philippe Loys de Chéseaux w 1745 roku.
Jasność obserwowana M25 wynosi 4,6m. Mimo iż jest doskonale widoczna przez najprostsze teleskopy (w dostatecznych warunkach nawet nieuzbrojonym okiem), nie została dołączona do katalogu NGC. Znalazła się dopiero w Indeksie, otrzymując identyfikator IC 4725.
Odległość M25 od Ziemi wynosi ok. 2 tysiące lat świetlnych, to znaczy, że widoczna średnica 32 minut odpowiada rzeczywistej 19 lat świetlnych. Wiek M25 ocenia się na 90 milionów lat.
W skład M25 wchodzi około 86 gwiazd. Zawiera m.in. gwiazdę zmienną typu delta Cephei, U Sagittarii –żółty nadolbrzym oraz dwa olbrzymy typu M i dwa typu G, ale jedynie te drugie są fizycznie częścią gromady.